# Бредевен
Бредевен (нід. Breedeveen) — селище в нідерландській провінції Утрехт. Входить до муніципалітету Утрехтсе-Гевелрюг.
Перша згадка про населений пункт датується 1899 роком.

## Галерея

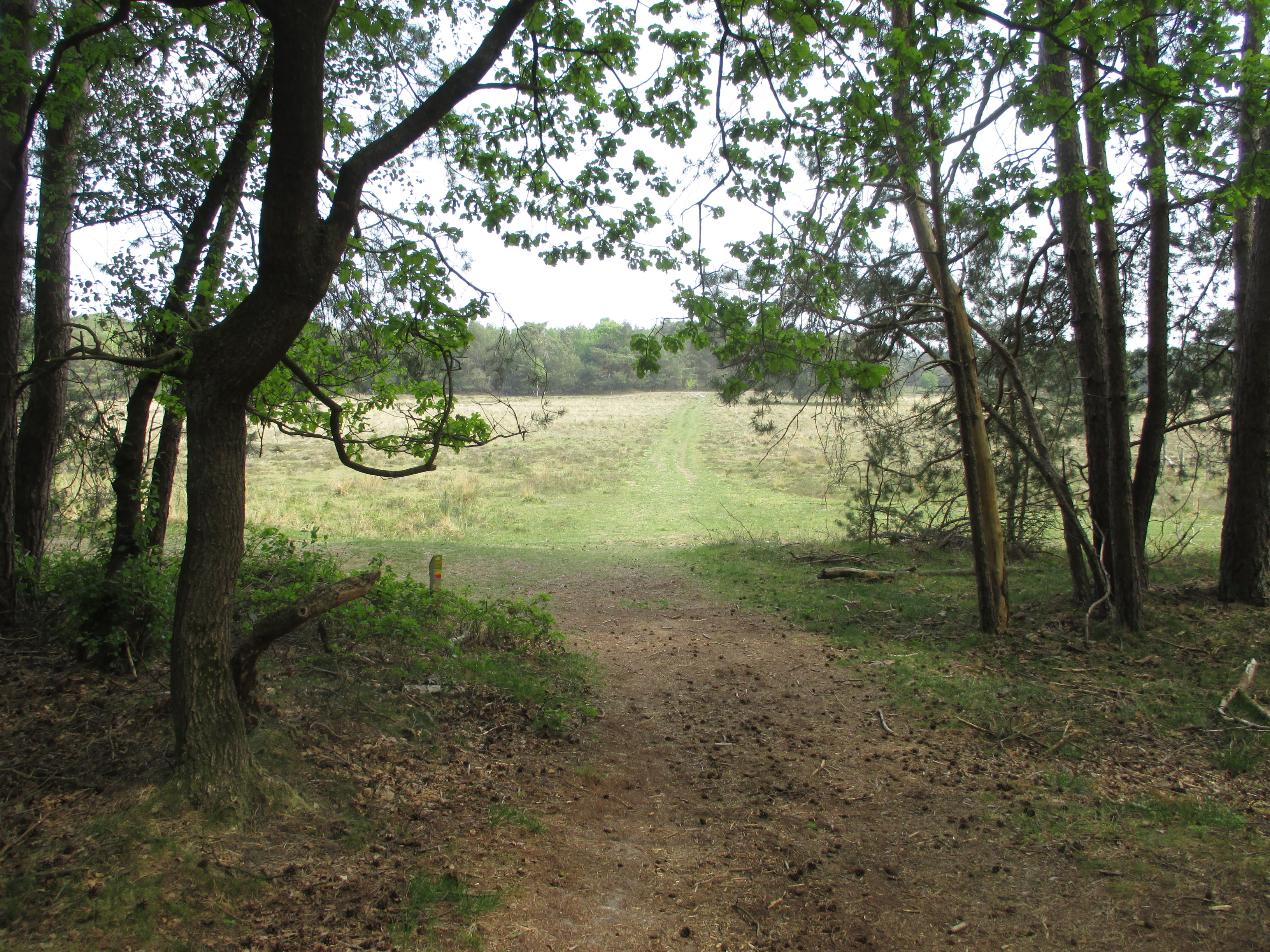
Природа на околиці селища